# Кевен Сіро
Кевен Сіро  (фр. Kévin Sireau, 18 квітня 1987) — французький велогонщик, олімпійський медаліст.

## Виступи на Олімпіадах
| Олімпіада   | Дисципліна       | Місце |
| ----------- | ---------------- | ----- |
| Пекін 2008  | спринт           | 5     |
| Пекін 2008  | командний спринт | 2     |
| Лондон 2012 | командний спринт | 2     |